# Алакольский заповедник
Алако́льский госуда́рственный приро́дный запове́дник (каз. Алакө́л мемлекетті́к табиғи́ қорығы́) — заповедник, учрежденный в целях сохранения природных комплексов, животного и растительного мира дельты реки Тентек, а также уникальной популяции реликтовой чайки и других колониальных птиц на островах озера Алаколь. Он расположен в пределах  Урджарского района Абайской и Алакольского района Жетысуской областей Казахстана. По критериям «Международного союза охраны природы» (МСОП) РГУ «Алакольский государственный природный заповедник» относится к категории 1А.

## Географическое положение
Заповедник расположен в 282 км восточнее областного центра г. Талдыкорган, в 582 км от г. Алматы и в 832 км — от г. Семей.
Алаколь-Сасыккольская система озёр занимает пустынную впадину между горными системами Джунгарского Алатау и Тарбагатая в юго-восточной части Казахстана. В центре впадины находится система крупных озёр: Алаколь, Сасыкколь, Кошкарколь, Жаланашколь.
На территории Алакольского заповедника расположены три острова: в центре самый большой — Улькен Аралтобе (в переводе с казахского языка «Большой остров-сопка»). Площадь его составляет 20 км.
Территория заповедника разбросана по всей котловине и поделена на 6 географических участков: Северное побережье оз. Сасыкколь и система Тысячных озёр; Дельта реки Тентек; Острова Аралтобе на оз. Алаколь; Дельта рек Эмель и Шагантогай; Залив Малый Алаколь; Восточное побережье оз. Жаланашколь и урочище Кызылкайын в Джунгарских воротах.
Также, согласно Лесоустроительному проекту территория разделена на 12 инспекторских обходов, а они в свою очередь на кварталы.

## Режим заповедования
Вокруг заповедных островов — Улькен Аралтобе, Средний и Кишкене Аралтобе, установлена двухкилометровая буферная зона площадью 5130 га, в пределах которой запрещены охота, рыболовство, стоянка катеров, лодок и других плавательных средств.

## История
Образован заповедник 21 апреля 1998 г. Постановлением Правительства РК № 355, а Постановлением Правительства РК № 1025 от 5 октября 2010 года его площадь расширена на 45505 га за счет включения земель Урджарского района ВКО. На данном этапе его площадь составляет 65 671,91 га. В том числе на территории Алакольского района Жетысуской области 17876,91 га и на территории Урджарского района Восточно-Казахстанской области 47795 га.
Система Алаколь-Сасыккольских озёр расположена на Центрально-Азиатско-Индийском пути миграций птиц. И, как места обитания, прежде всего водных и околоводных птиц, озера являются водно-болотным угодьем мирового значения. Именно поэтому, 25 ноября 2009 года Алаколь-Сасыккольская система озёр была включена в список Рамсарской конвенции международных водно-болотных угодий международного значения за номером 1892.
В 2004—2011 годах на территории заповедника действовал проект Сохранение глобально-значимых водно-болотных угодий, как места обитания водных и околоводных птиц Проекта Развития ООН совместно с Глобальным экологическим фондом и Правительством РК. А 29 мая 2013 года в Париже, в штаб квартире ЮНЕСКО на прошедшей 25 сессии Международного координационного совета программы «Человек и биосфера», единогласным решением «Биосферный заповедник Алаколь» был включен во Всемирную сеть биосферных территорий, о чём Алакольскому ГПЗ вручен соответствующий сертификат.
В 2018 году заповедник отметил 20-летие организации и был признан Лучшей организацией Алакольского района 2018 года.

## Биоразнообразие
При всем том, что заповедник занимает около 6 % территории Алаколь-Сасыккольской системы озёр биоразнообразие данной территории уникально. Оно включает 286 представителей флоры растений из 61 семейств, 188 родам — то есть почти половину из видового разнообразия региона, и 386 видов водных и наземных позвоночных животных. Группа насекомых, несмотря на выполненные в последние годы целевые исследования, остается ещё недостаточно изученной. Определено свыше 700 видов, но, предположительно, их видовое разнообразие может достигать 5000. Ихтиофауна включает 17 видов, из них один вид — балхашский окунь (Perca schrenki), является эндемиком Балхаш-Алакольского бассейна, а балхашская маринка (Schizothorax argentatus) предложена к включению в Красную Книгу РК. Из двух видов земноводных и 14 видов пресмыкающихся — данатинская жаба (Bufo danatensis) и пестрая круглоголовка (Phrynocephalus versicolor) внесены в Красную Книгу Казахстана. В настоящее время фауна птиц Алакольского заповедника включает 324 вида птиц, относящихся к 19 отрядам и 55 семействам. Из них 158 — гнездящиеся, 150 — пролётные и кочующие, 16 — залётные. Список зимующих птиц включает 108 видов. Предыдущий список птиц заповедника включал 273 вида, в том числе 134 — гнездящихся, 139 — пролётных и залётных, 90 — зимующих.
Таким образом, в Алакольском заповеднике насчитывается 386 видов позвоночных животных. Однако подавляющее большинство из этого списка приходится на долю птиц, рыб и млекопитающих. Два других фаунистических класса — амфибии, рептилии занимают меньшую долю. Из 8 краснокнижных видов Алакольской котловины (кроме птиц) в заповеднике охраняются только 3 вида.
В дельте реки Тентек — царство птиц. Издавна, здесь концентрируются гнездования кудрявого и розового пеликана, лебедей, большого баклана, колпицы, кваквы, цапель, чайки озерной, крачек, выпей, погонышей и многих других. Также, несколько лет тому назад на островах Алаколя, казахстанскими орнитологами было обнаружено гнездование реликтовой чайки. Одно из здешних озёр называется Уялы, что в переводе означает «гнездовья», в связи с этим, для водоплавающих и околоводных птиц данное место является раем.

## Геологическая история и биогеоценозы
Современные ландшафты образовались в ксеротермический период послеледниковой эпохи. Рельеф озёр представлен низменной террасовидной равниной, сложенной древнеморскими и озёрными засоленными отложениями, окаймляющими озера полосой в 10—25 км с преобладанием солончаков, лугово-болотных и солончаковых луговых почв. В Алакольской котловине преобладают пустынные типы почв. На пойменных террасах рек и озёр под лугово-тугайной растительностью встречаются аллювиально-луговые почвы, а по озёрным понижениям и болотам с осоково-тростниковыми ассоциациями — лугово-болотные. В местах распространения биюргуново-кокпековой растительности встречаются такыры и такыровидные почвы. Широко представлены лугово-серозёмные почвы под эфемерово-полынной растительностью, для которых характерны солончаки. На возвышенных частях Алакольской котловины развиты малокарбонатные серозёмы.

## Экопросвещение
Основное направление в работе отдела составляет проведение различных экологических мероприятий, таких как, День водно-болотных угодий, Международный день птиц и т. д. Главное мероприятие — это Марш парков, который проводится ежегодно среди школ районов. Также проводятся субботники, открытые уроки с учениками школ, выпускаются рекламно — раздаточные материалы в виде буклетов, брошюр.
Начиная с 2011 года, акция стала проводиться и в школах Урджарского района Восточно-Казахстанской области, главным образом среди учащихся 6-х — 10-х классов.
Полиграфическо-издательская деятельность. Заповедником регулярно выпускается информационная, просветительская продукция о заповеднике. Изготавливаются и распространяются буклеты и брошюры о деятельности ООПТ, календари. Оформляются фотоальбомы и информационные стенды. За 2014—2018 гг. была изготовлена и распространена информационная продукция общим тиражом около 3000 шт.
Музейное дело. По инициативе научного отдела в 1999 году начато создание музея природы. Торжественное открытие музея состоялась 15 октября 2000 г. На XVIII внеочередной сессии Алакольского районного маслихата 15 ноября 2001 года было принято решение о присвоении имени Ернара Мухтаровича Ауезова (28.11.1943-28.05.1995 гг.). Этим решением увековечены заслуги известного казахстанского ученого в изучении и охране птиц Алакольской котловины.
Музей состоит из 4 комнат, где представлены различные ландшафты региона: горная местность и водно-болотное угодье с чучелами животных, обитающими в них.
Дендрологический сад. Дендросад организован в 2004 году для учебно-познавательных мероприятий с учащимися и др. посетителями заповедника. В нём высажены различные растения, такие как ель обыкновенная, ель тянь-шаньская. Разбиты клумбы и газоны.